# 子供たちの前では止めなさい
『子供たちの前では止めなさい: 「猥褻」、検閲、そして若者の純潔』（Not in Front of the Children: "Indecency," Censorship, and the Innocence of Youth）は、弁護士であり自由主義者であるマージョリー・ハインズによる、表現の自由と検閲と「子供たちのことを考えろ」についてのノンフィクション書籍。この本は、古代ギリシア、古代ローマ、中世から現代までの検閲の歴史を紹介している。また、ジェイムズ・ジョイスの『ユリシーズ』、デーヴィッド・ハーバート・ローレンスの『チャタレイ夫人の恋人』など、注目すべき検閲された作品について説明している。ハインズは、アメリカの若者を対象とした、児童オンライン保護法や通信品位法などの法律による検閲について論じている。
著者は、子供や思春期の男女が、大人が不適切と見なすメディア（暴力やポルノグラフィを含む）の参照によって悪影響を受けるかどうかの問題を調査し、若者は性的に露骨な内容によって危険にさらされていないと主張している。ハインズは、アメリカ合衆国憲法修正第1条によって成人に保障された権利を侵害することなく、政府が子供を対象とした資料を検閲する方法はないと主張している。彼女は、性的に露骨な資料が子供に与える悪影響の存在は証明されていないが、その影響の恐れは道徳に基づく議論を支持するために利用されていると指摘し、道徳への訴えは検閲の根拠であってはならないと述べている。『子供たちの前では止めなさい』は、若者を保護するという名目の下での検閲は、実際には子供たちに危害を加えるという意図せざる結果をもたらすと結論付けている。 

## テーマ
学者たちは学術雑誌の記事で『子供たちの前では止めなさい』について議論し、それを教育政策と検閲の悪影響とのバランスをとる作品として特徴付けている。

## 反応
『子供たちの前では止めなさい』は、アメリカ図書館協会から2002年度のイーライ・M・オボラー賞を受賞した。知的自由をテーマにした「最高の出版物」として認められた。 